# Rekownica (struga)
Rekownica – struga, lewy dopływ Omulwi o długości 8,71 km i powierzchni zlewni 27,64 km².
Struga wypływa z południowego krańca jeziora Klimek, powstaje z cieków wodnych łączących jeziora: Jezioro Konieczne, Jezioro Średnie, Jezioro Rekowe, Klimek, Głęboczek. Przepływa przez wieś Rekownica i wpływa do Omulwi.